# Caricatures de Victor Hugo

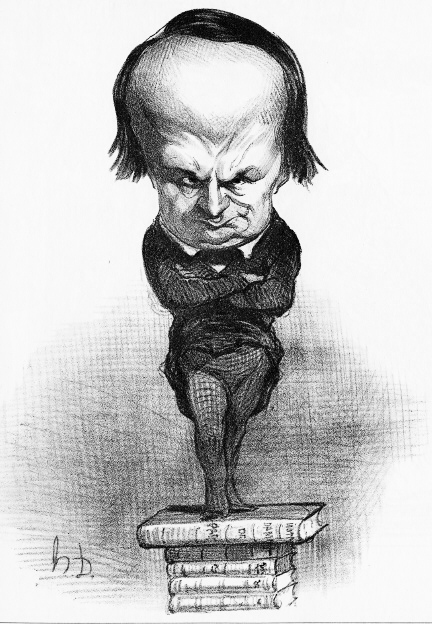
Victor Hugo caricaturé par Honoré Daumier dans Le Charivari du 20 juillet 1849.

Les caricatures de Victor Hugo désignent l'ensemble des caricatures, dessins satiriques et illustrations, parus dans la presse écrite, représentant Victor Hugo, homme de lettres et personnalité politique.

## Caricaturistes et journaux satiriques
La lithographie, inventée en 1796, offre une facilité d’utilisation et une qualité qui ont séduit les caricaturistes . Ceux-ci trouvent, dans la presse satirique en pleine expansion, le véhicule idéal de leurs œuvres . Quelques artistes de talent ayant pour noms Daumier, Gill, Granville, Cham, Nadar, Roubaud, collaborent à des journaux républicains, tels Le Charivari, La Charge, La Mode, Le Journal pour rire et La Caricature. D’autres, dont le plus connu est Sarcus, dit Quillenbois, publient dans des journaux monarchistes, légitimistes, comme Le Caricaturiste . Sous la monarchie de Juillet, le Victor Hugo porte-étendard de la révolution littéraire va vite devenir un sujet de choix pour eux.

## Différents visages de Hugo

### Homme privé
La vie privée de Victor Hugo n’a été que très rarement abordée. La mort de son fils Charles en 1871 est évoquée par Faustin. Ses petits-enfants, rendus pourtant célébrissimes par les poèmes qui leur sont consacrés, restent dans l’ombre du grand homme . Le Hugo, grand coureur de jupons et bigame n’est pas brocardé autant qu’on aurait pu s’y attendre. À la suite du décès de Juliette Drouet, une caricature fait allusion à son goût pour les très jeunes femmes avec une perfidie discrète , mais la liaison avec sa maîtresse de près de cinquante ans n'est pas évoquée par la presse.

### Homme public

#### Littérateur
Les portraits-charges de Hugo, dès les années 1830, témoignent d’un regard à la fois irrévérencieux et admiratif sur l’artiste convaincu de son génie, sûr de la justesse de ses théories littéraires et opiniâtre dans ses luttes. À partir des années 1860, le banni - prêt aux plus grands sacrifices pour la défense du droit acquiert une stature morale. C’est ainsi que Carjat le représente dans Le Drolatique du 29 juin 1867 – campé sur le rivage de l’exil, déterminé, le regard fixé dans les yeux du lecteur . Après la publication en quatorze années seulement des Odes et Ballades, des Feuilles d’automne, des Chants du crépuscule, des Voix intérieures, du recueil les Rayons et les Ombres ; après le triomphe de Notre-Dame de Paris ; après les représentations d’Hernani, de Lucrèce Borgia, de le Roi s’amuse, des Burgraves, et d’autres œuvres encore, Victor Hugo a acquis le titre de maître incontesté du courant romantique. Aussi est-il représenté seul ou surdimensionné par rapport à ses collègues en littérature . Puis, sous la Troisième République, il finit par être reconnu l’égal de tous ces écrivains entrés dans l’histoire, à l’instar de Voltaire, et l’acharnement d’un nouveau-venu appelé Zola à vouloir déboulonner la statue du maître est raillé par les caricaturistes .

#### Engagement politique
Son entrée en politique en 1848 comme député suscite la méfiance et une réputation d’opportunisme commence à lui être attachée. Les caricaturistes ne se privent pas d’ironiser sur le royaliste devenu admirateur de Napoléon puis soutien de Louis Napoléon Bonaparte pour finir républicain . Pendant le Second Empire, sous couvert de célébrer Victor Hugo l’auteur immense, la presse rend hommage à Hugo l’indomptable proscrit. Même Daumier passe de la défiance à une admiration affichée dans sa célèbre lithographie où il représente l’aigle de Napoléon III écrasé sous les Châtiments . Seuls les journaux royalistes – monarchistes ou légitimistes – et d’un catholicisme militant affichent leur hostilité au renégat de 1848 devenu adversaire de l'Église .

### Physique
Le front gigantesque qui deviendra la signature visuelle de Hugo apparaît pour la première fois dans un dessin-charge de Michel Delaporte le 27 janvier 1833 . Benjamin Roubaud, notamment, va fixer les traits distinctifs de la caricature en prolongeant le front d’une ample chevelure peignée en arrière, comme dans son Panthéon charivarique, qui a illustré des générations de manuels scolaires . Daumier, quant à lui, accentue la posture du lutteur – tête baissée, bras croisés, visage fermé . Selon le moment de sa carrière, le poète est souvent accompagné d’objets symboliques de son œuvre ou de son génie tels que la cathédrale de Paris, des piles de livres, des étendards, une lyre ; il se retrouve vêtu d’une toge. Il finit par être associé aux forces de la nature – le soleil, la mer avant d’entrer dans le panthéon terrestre et divin .

## Réaction face aux descriptions données
Très tôt, Hugo choisit d’accepter l’image, quelle qu’elle puisse être, que la presse donne de lui. En avril 1832, il confie à Antoine Fontaney : « Tout article est bon ! Pour bâtir votre monument, tout est bon ! Que les uns y apportent leur marbre, les autres leur moellon ! Rien n’est inutile ! » D’ailleurs Hugo et Juliette Drouet furent longtemps abonnés au Charivari dont ils se plaisaient à découper certains articles et dessins . On connaît une lettre que Hugo écrit à Balzac pour le prier d’empêcher la parution d’un article particulièrement acerbe à la suite de son discours de réception à l’Académie française, mais il semble ne s’être jamais opposé à la publication de portraits-charges .

## Chronologie

### Années 1830-1848
Dans les dessins de la presse censurée de la Restauration, le Victor Hugo « chef de la jeune école littéraire, bonapartiste et libérale » occupe peu de place . La première représentation iconographique, qui date du 15 mai 1830, imagine le tombeau du poète en 1930 : sa tombe écrase de sa masse celles des Dumas, Musset, Sainte Beuve, Vigny. La Révolution de Juillet apporte une certaine libéralisation – même si une loi de 1835 interdit les caricatures politiques. Après la bataille d’Hernani et l’écriture de sa préface pour Cromwell, les journaux ne se privent pas de caricaturer « la plus forte tête romantique », pour reprendre le titre d’une lithographie de Roubaud . On retrouve alors systématiquement les traits contractés d’une volonté inflexible sous un front gigantesque. Les caricaturistes retracent les échecs répétés de l’auteur dans sa candidature à l’Académie française. En 1841, l’année même où Hugo finit par se voir agréé, Roubaud le montre en Gulliver assis sur ses œuvres, adossé à Notre-Dame de Paris, les pieds posés sur le Théâtre-Français et l’Académie, tandis que des Lilliputiens tentent en vain de le faire chuter . Dans une autre illustration, parmi les plus célèbres, intitulée « Grand chemin de la postérité », il apparaît, monté sur Pégase, brandissant une oriflamme marquée des mots « Le laid, c’est le beau », que suit le cortège de ses admirateurs . Les dessinateurs ne se privent pas, évidemment, d’étriller l’Académicien imbu de sa personne ou l’auteur des Burgraves et son succès mitigé .

### Années 1848-1851
Victor Hugo soutient la candidature de Louis-Napoléon Bonaparte à la présidence de la République. Le Charivari, La Silhouette, La Revue comique, Le Journal pour rire moquent ce dernier revirement et sa déception supposée de ne pas faire partie du nouveau gouvernement . En mai 1849, Hugo est élu député et siège sur les bancs des conservateurs majoritaires. On ironise sur les convictions et les discours de l’homme politique. En légende de bandeaux dessinés présentant quelques députés, Nadar parle de Hugo et de son « opposition en trompe-l’œil », propriétaire d’un « grand magasin » spécialisé en « vanités, emphases et boursouflures de premier choix. » Daumier aussi, dans le Charivari, cible le « plus sombre de tous les grands hommes graves » dans une caricature d’anthologie . Hugo n’est pas épargné non plus lors du Congrès international de la paix. Plus que sa foi en des « États Unis d’Europe », Daumier retient la grandiloquence des propos et des attitudes des participants venus célébrer le culte du maître . En revanche, lorsqu'il s’oppose avec virulence au parti clérical et à la loi Falloux votée en mars 1850, Daumier et Nadar ne cachent pas leur approbation . D’autant que Hugo doit alors affronter les journaux et leurs dessinateurs qui vitupèrent contre le franc-maçon (qu’il n’a jamais été), le charlatan opportuniste, le destructeur des valeurs morales .

### Années 1851-1870
Le coup d'État du 2 décembre 1851 fait de Hugo un proscrit dont la censure veille à effacer le nom.
La publication du pamphlet Napoléon le Petit en 1852 et des Châtiments l’année suivante oblige les journaux et leurs dessinateurs à la plus grande prudence. Ils contournent l’interdit en ne mentionnant pas son nom et en célébrant l’auteur glorieux, et jamais l’opposant politique . Dans les années qui suivent, la parution de la Légende des siècles (1859), des Misérables (1862), des Travailleurs de la mer (1866), le retour triomphal d’Hernani sur la scène en 1867 vont être autant d’occasions de rappeler aux lecteurs la présence à la fois lointaine et toujours vivante du plus grand des Français. En outre, si la censure veille à faire taire les caricaturistes, ceux-ci n’en continuent pas moins d’exprimer leur admiration dans le courrier qu’ils adressent au « maître auguste et bien vénéré » comme l’écrit Gill . La libéralisation du régime qui s’opère au tournant des années 1860 - avec en 1859 la loi d’amnistie, en 1860 la modification de la constitution et en 1862 les plus grands pouvoirs accordés aux corps législatifs - libère la parole des journaux et des dessinateurs qu’ils emploient. Les portraits de Victor Hugo revêtu d’une armure, porteur d’un étendard, face à la mer qui le sépare de son pays, sont aussi la représentation à peine déguisée du champion de la liberté bafouée ,. Il est à noter également que les portraits de Hugo deviennent moins caricaturaux et ne conservent que le trait emblématique du front immense . La loi sur la presse du 11 mai 1868 continue d’alléger la pression des autorités sur la presse qui, dès lors, se sent encore plus libre de mettre en une le portrait du banni vénéré dans le monde entier.

### Années 1870-1885
Le 5 septembre 1870, Victor Hugo est de retour à Paris après 19 ans d’exil.
Le 20 octobre, Hetzel publie la première édition française des Châtiments. Le succès est immense et les  artistes opposent alors le triomphe de l’œuvre et de l’homme à la déchéance de l’empereur. Daumier, sur ce thème, produit l’image iconique de l’aigle impérial écrasé sous le volume des Châtiments  L’évolution iconographique apparaît nettement dans les dessins de Gill qui penche de plus en plus vers une célébration glorieuse, voire une déification de l’homme . Dans La Lune Rousse du 8 mars 1877, l’article de première page déclame : « Le poète d’autrefois avait la beauté sublime d’un héros ; le poète d’aujourd’hui a la beauté souveraine d’un dieu. » Les 78 ans de l’auteur sont le prétexte à des hommages dithyrambiques illustrés, non de caricatures mais de véritables portraits . Deux ans plus tard, ses 80 ans donnent lieu à nouveau à de nombreux dessins. L’un d’eux le représente, le visage encadré par les portraits de ses petits-enfants Jeanne et Georges . Le défenseur infatigable du droit des Communards à l’amnistie, d’un réfugié russe à l’asile politique, de l’enseignement à s’affranchir de l’influence de l’Église suscite toujours chez les dessinateurs soit l’admiration soit la critique, si bien que Hugo est une figure récurrente dans la presse des années 1879-1880 .
Sa mort, on s’en doute, donne lieu à d’innombrables illustrations qui évoquent ses œuvres et ses combats. Un journal très critique de Hugo comme Le Triboulet lui rend à la fois un hommage de circonstance dans le dessin qu’il publie deux jours après le décès, tout en regrettant ses « défaillances séniles » .